# Alvedro

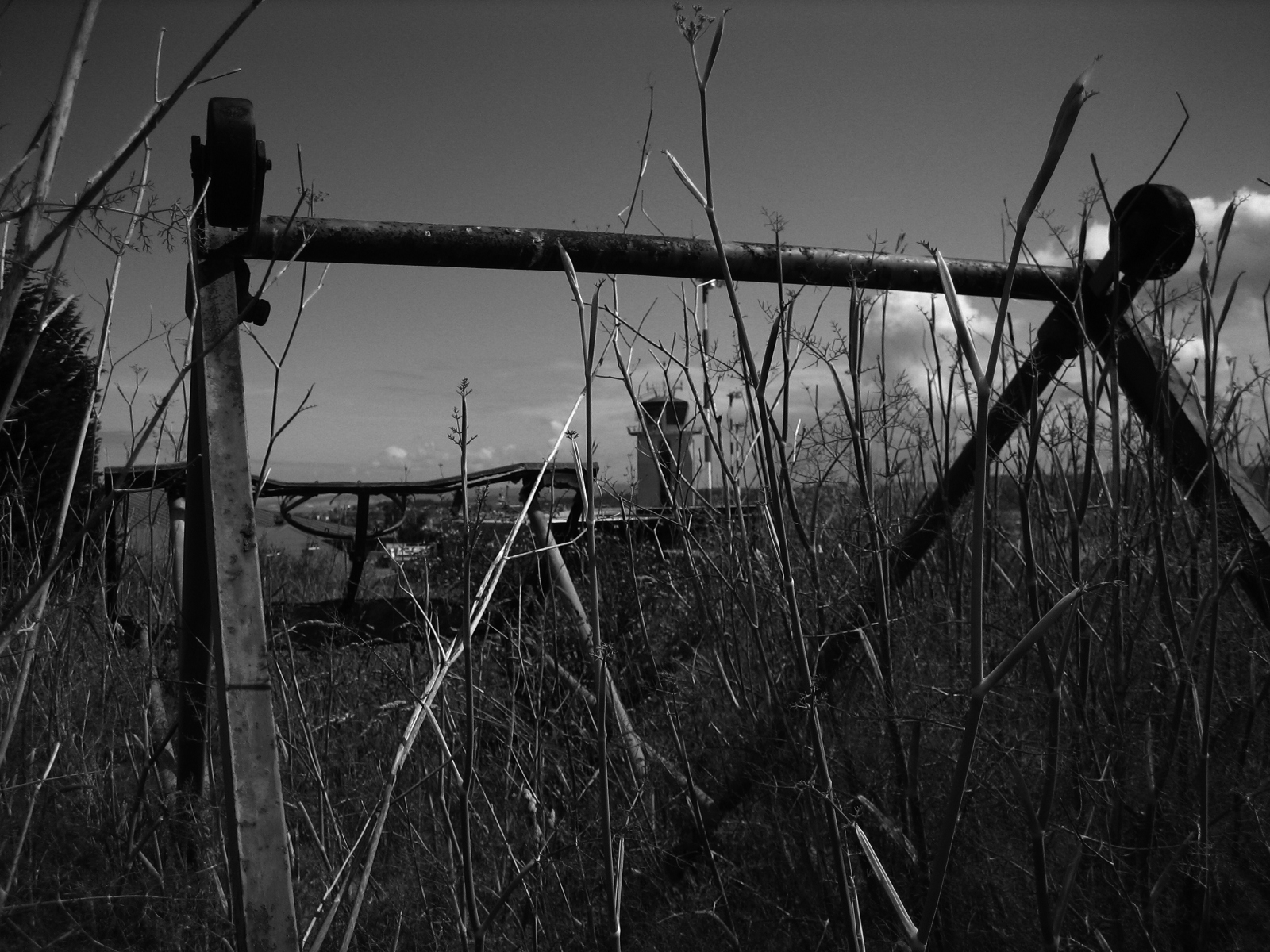
Instal·lacions abandonades de l'antic Aeroclub d'Alvedro.

Alvedro és un llogaret de la parròquia d'Almeiras, al municipi de Culleredo, a la província de la Corunya. El 2008 tenia una població de 426 habitants, 213 homes i 213 dones.
És conegut perquè als seus voltants trobem l'aeroport de la Corunya, conegut també per aquest motiu com aeroport d'Alvedro. A la zona també hi ha les instal·lacions de l'antic Aeroclub d'Alvedro.
A la localitat hi havia el pazo dos Vales, palau construït el 1722 i traslladat el 2011 per AENA a la parròquia de Pravio, al municipi de Cambre (a 5 km de distància), ja que es trobava en una zona afectada per l'expansió de l'aeroport.